# Toby Flood
Tobias Gerald Albert Lieven Flood (* 8. August 1985 in Frimley, Surrey) ist ein englischer Rugby-Union-Spieler, der seit der Jugend auf der Position des Verbindungshalbs eingesetzt wird. Er ist für die Englische Rugby-Union-Nationalmannschaft aktiv, wo er meist auf der Position des Innendreiviertels spielt, da Jonny Wilkinson die Verbinderposition für sich beansprucht.

## Werdegang
Er wuchs in Morpeth, im Nordosten Englands, auf. Während der Schulzeit wurde er bereits in die Akademie der Falcons aufgenommen und sammelte so früh Erfahrung auf höchstem Niveau. Er beendete sein Studium an der Northumbria Universität, wobei er in seinem letzten Jahr nur noch selten aktiv studieren konnte, da er den internationalen Durchbruch im Verein und auch in der Nationalmannschaft geschafft hatte.
2006 wurde er erstmals für England eingesetzt als sein Team gegen Argentinien verlor. Trainer Brian Ashton nominierte ihn dann für die Six Nations 2007. In diesem Turnier zeigte er einige gute Leistungen und wurde zum Stammspieler. Bei der WM 2007 schaffte er mit dem englischen Team den Einzug ins Finale. Dort musste man sich den Südafrikanern nur knapp geschlagen geben. Für die Six Nations 2008 wurde er erneut nominiert und erzielte in den beiden ersten Partien gegen Wales und in Italien jeweils einen Versuch.
Zum Ende der Saison 2007/08 der Premiership Rugby verließ er die Falcons und wechselte zu den Leicester Tigers. Er verletzte sich im Halbfinale des Heineken Cup und fällt für sechs Monate aus.
Sein Großvater war der deutsche Schauspieler Albert Lieven.